# 69 (tư thế tình dục)

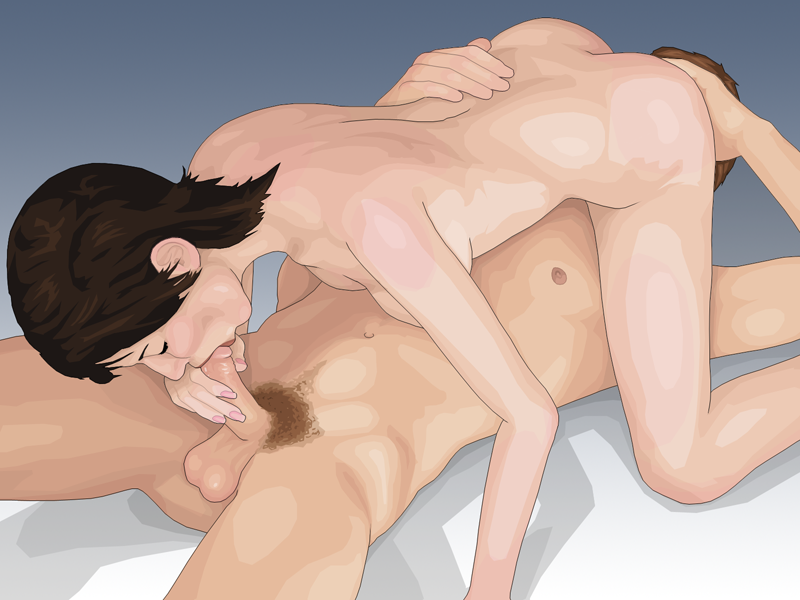
Một người đàn ông và một người phụ nữ thực hiện làm tình bằng miệng cho nhau với tư thế 69

Sáu mươi chín hoặc 69, cũng được biết đến với từ tiếng Pháp soixante-neuf (69), là một nhóm các tư thế quan hệ tình dục trong đó hai người sắp xếp sao cho miệng của mỗi người gần bộ phận sinh dục của người kia, mỗi người cùng thực hiện làm tình bằng miệng cho người kia. Những người tham gia ở tư thế đảo ngược lẫn nhau như các con số 6 và 9 trong số 69, nên tư thế có tên này. Tư thế tình dục này có thể áp dụng với bất kỳ sự kết hợp của giới tính nào.

## Phương pháp
Biến thể của vị trí 69 bao gồm liếm hậu môn và thâm nhập dùng ngón tay vào hậu môn hoặc âm đạo của đối tác.
Ở những vị trí này, các bạn tình được cho là trải nghiệm kích thích tình dục đồng thời, nhưng điều này cũng có thể làm những người chỉ tập trung vào việc làm hài lòng bản thân bị sao nhãng. Vị trí này cũng có thể gây khó xử cho các đối tác không có chiều cao tương tự nhau.

## Lịch sử
Đồng thời thỏa mãn tình dục bằng miệng cho nhau thường được gọi bằng tiếng Anh dưới dạng số tiếng Pháp, "soixante-neuf". Biểu tượng Âm và Dương (nữ & nam) cổ của Trung Quốc cũng có hình tượng giống hệt... Thuật ngữ "soixante-neuf" không được bắt nguồn sớm hơn Giáo lý của Whore được xuất bản vào những năm 1790 ở Pháp, thường được gán cho người lãnh đạo đầu tiên của Cách mạng Pháp, Mlle. Théroigne de Méricourt.
"Hình ảnh đại diện rõ ràng sớm nhất về tư thế 69 là trên ngọn đèn dầu được bảo quản trong Bảo tàng Munich (ViệnBảo tàng Đức), và được tái tạo lần đầu tiên trong danh mục đầu tư ... của Tiến sĩ Gaston Vorberg, Die Erotik der Antiken ở Kleinkunst und Keramik (Munich, 1921) tấm 58, cho thấy người phụ nữ nằm trên người đàn ông. Tiến sĩ Vorberg cho rằng tấm điêu khắc này ... thuộc về thời kỳ của Caesars La Mã. . . . Tuy nhiên, một ngọn đèn dầu khác cùng loại, hiển thị tư thế 69 gần như giống hệt nhau ... gần đây được tái tạo thành một tấm đủ màu, trong GS. Jean Marcadé 's Eros Kalos (ấn bản tiếng Anh, Geneva : Nagel, 1965), đối diện trang 58, trong ... những chiếc đèn được bảo quản trong Bảo tàng Heracleion ở Hy Lạp."
"Một tác phẩm điêu khắc đền thờ Hindu từ các hang động thiêng liêng trên đảo Elephanta, gần Mumbai , Ấn Độ, cho thấy vị trí này với người đàn ông thực tế đang đứng, và giữ người phụ nữ lộn ngược đầu, đã được đưa đến Anh vào cuối thế kỷ XVIII .... ... mảnh điêu khắc này ... cả hai đã được thảo luận và minh họa trong tác phẩm Luận giải về việc thờ cúng Priapus. Đây là tác phẩm thuộc sở hữu tư nhân được tặng cho Hội Dilettanti London năm 1786. . . . Hình minh họa được đề cập là một bản khắc chi tiết được đưa ra trong bản khắc đánh số XI của Payne Knight; và dạng đầy đủ của nhóm ảnh điêu khắc này là ... được cho là tấm đánh số XXIV. " 

## Sách tham khảo
- Gershon Legman (1969). Oragenitalism: Oral Techniques in Genital Excitation. New York: The Julian Press Inc.